# 新哥倫比亞 (巴拉圭)
新哥倫比亞（西班牙語：Nueva Colombia），是巴拉圭的城鎮，位於該國中部，由科迪勒拉省負責管轄，始建於1955年7月25日，面積77平方公里，海拔高度83米，2002年人口3,565，人口密度每平方公里46.3人。

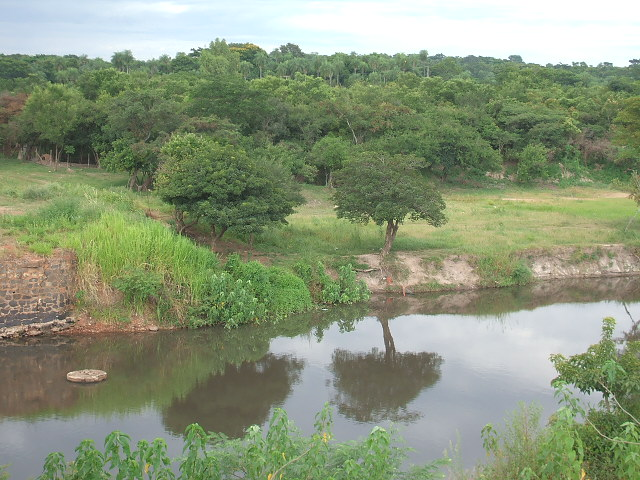